# ClamWin
ClamWin Free Antivirus biedt voor Windows een grafische interface voor de antivirussoftware Clam AntiVirus, dat voor Unix is ontworpen. ClamWin werkt onder Windows 98 tot en met Windows 7 en ondersteunt geen realtime-scanning. Bestanden die worden geopend of uitgevoerd, worden derhalve niet automatisch gescand. De Microsoft Outlook-add-in - die niet functioneert voor Outlook Express - kan wel automatisch virussen onderscheppen in e-mailbijlagen. ClamWin kan mede gebruikt worden onder de vorm van portable software.

## Functies
ClamWin Free Antivirus heeft de volgende kenmerken:
- Een scanningplanner
- Automatische en regelmatige virusdatabase-updates (configureerbaar)
- Zelfstandige virusscanner
- Contextmenu-integratie in Windows Verkenner
- Uitbreiding voor Microsoft Outlook

Er was in het verleden ook een extensie voor Mozilla Firefox die gebruikmaakte van Clam AntiVirus, om gedownloade bestanden te scannen op virussen.

## Licentie
ClamWin Free Antivirus is vrije software en valt onder de voorwaarden van de GPL van de Free Software Foundation. Het is opensourcesoftware. Een financiële vergoeding is vrijwillig.